# イオアニス・マラキアス

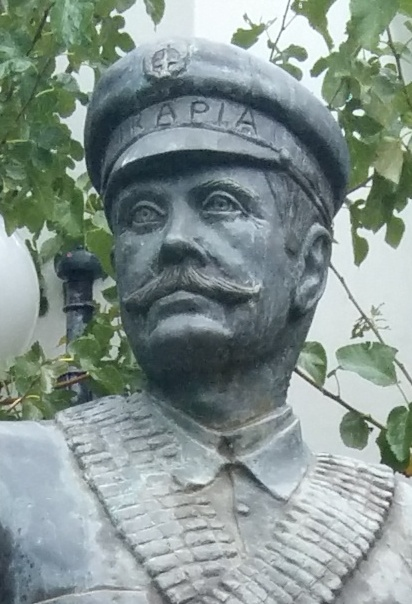
イカリア島にあるマラキアスの銅像

イオアニス・マラキアス（ギリシア語: Ιωάννης Μαλαχίας、マラヒアスとも綴らる）は、1880年にイカリア島キシロシルティスで生まれ、1958年にイカリア島アギオス・キリコスで亡くなった。彼はイカリア島出身のギリシャ人医者であり、1912年のオスマン帝国に対するイカリア革命の指導者だった。1912年7月17日から11月14日までイカリア自由国の初代かつ唯一の大統領を務めた。

## 経歴
マラキアスはアテネとパリで医学を学び、アテネで勉強している間にエレフテリオス・ヴェニゼロスに会い、メガリ・イデアの信者になった。当時オスマン帝国に属していた故郷のイカリア島に戻った後、マラキアスは島民の独立を勝ち取るために立ち上がった、1907年にイカリア島のムフタル（知事）に選出された、マラキアスはオスマン門への請願を通じて、タバコ栽培の禁止を解除し島民の新たな収入源を得た。
伊土戦争でイタリア王国が隣のドデカネス諸島を占領した後、マラキアスは1912年7月にイカリア島のオスマン守備隊に対する蜂起の準備をしたが、彼は反乱が始まる予定だった7月9日の夜に逮捕された。
8日後、島は反乱軍によって解放され、マラキアスは9人のメンバーからなる行政委員会の議長として、5ヶ月間存在したイカリア自由国の初代で唯一の大統領に就任した。マラキアスはアギオス・キリコスに住み続け、そこで小さな病院を経営していた。第二次世界大戦後、彼はギリシャ議会議員としてサモス県イカリア地方を代表した。